# 梅雷托迪通巴
梅雷托迪通巴（義大利語：Mereto di Tomba），是意大利乌迪内省的一个市镇。总面积27.36平方公里，人口2756人，人口密度100.7人/平方公里（2009年）。ISTAT代码为030058。

## 友好城市
- 義大利奥佩阿诺